# Volta a Cataluña 1911
La Volta a Cataluña 1911 fue la primera edición de la Volta a Cataluña. Se disputó en 3 etapas del 6 al 8 de enero de 1911. El vencedor final fue el español Sebastián Masdeu, que se llevó el premio de 975 pesetas, por delante de José Magdalena que ganó 325 pesetas, y Vicente Blanco, que ganó 275.

## Etapas
| Etapa | Fecha      | Ciudades de etapa     | km     | Vencedor de la etapa | Líder de la general |
| ----- | ---------- | --------------------- | ------ | -------------------- | ------------------- |
| 1ª    | 6 de enero | Barcelona - Tarragona | 98 km  | Sebastián Masdeu     | Sebastián Masdeu    |
| 2ª    | 7 de enero | Tarragona - Lérida    | 111 km | Cesáreo Ruiz         | Sebastián Masdeu    |
| 3ª    | 8 de enero | Lérida - Tarragona    | 153 km | Sebastián Masdeu     | Sebastián Masdeu    |

### 1ª etapa
06-01-1911: Barcelona - Tarragona. 98,340 km
|   | Corredor         | Tiempo     |
| - | ---------------- | ---------- |
| 1 | Sebastián Masdeu | 3h 28' 10" |
| 2 | José Magdalena   | + 3"       |
| 3 | Vicente Blanco   | + 8' 34"   |

|   | Ciclista         | Tiempo     |
| - | ---------------- | ---------- |
| 1 | Sebastián Masdeu | 3h 28' 10" |
| 2 | José Magdalena   | + 3"       |
| 3 | Vicente Blanco   | + 8' 34"   |

### 2ª etapa
07-09-1913: Tarragona - Lérida. 111,310 km
|   | Corredor         | Tiempo     |
| - | ---------------- | ---------- |
| 1 | Cesario Ruiz     | 5h 13' 17" |
| 2 | Vicente Blanco   | + 2' 05"   |
| 3 | Sebastián Masdeu | + 2' 48"   |

|   | Ciclista         | Tiempo     |
| - | ---------------- | ---------- |
| 1 | Sebastián Masdeu | 8h 44' 15" |
| 2 | José Magdalena   | + 2' 43"   |
| 3 | Vicente Blanco   | + 17' 54"  |

### 3ª etapa[1]
08-01-1911: Lérida - Barcelona. 153,30 km
|   | Corredor         | Tiempo     |
| - | ---------------- | ---------- |
| 1 | Sebastián Masdeu | 6h 46' 25" |
| 2 | Vicente Blanco   | + 01"      |
| 3 | José Magdalena   | + 03"      |

|   | Ciclista         | Tiempo      |
| - | ---------------- | ----------- |
| 1 | Sebastián Masdeu | 15h 30' 40" |
| 2 | José Magdalena   | + 2' 46"    |
| 3 | Vicente Blanco   | + 17' 55"   |

## Clasificación General
|   | Ciclista         | Tiempo       |
| - | ---------------- | ------------ |
| 1 | Sebastián Masdeu | 15h 30' 40"  |
| 2 | José Magdalena   | + 2' 46"     |
| 3 | Vicente Blanco   | + 17' 55"    |
| 4 | Vicente Linares  | + 46' 20"    |
| 5 | Otilio Borrás    | + 1h 11' 23" |